# Baran (película)
Baran (en persa, باران; en español, Lluvia) es una película iraní dirigida por Majid Majidi en 2001 y basada en un guion suyo. La película cosechó varios galardones nacionales e internacionales. En España, fue la primera película de Majidi que llegó a los cines y no se estrenó hasta 2004.
Irán tiene alrededor de 1,5 millones de refugiados afganos. Muchos trabajan durante largas jornadas por mucho menos dinero que los trabajadores iraníes y no tienen permiso para permanecer en ninguna parte que no sea su campo de refugiados. Necesitan un permiso de trabajo para trabajar en Irán, pero es muy difícil de conseguir. Esto hace que muchos de ellos trabajen en condiciones de ilegalidad, y esto trata de ser denunciado por medio de la película. 

## Argumento
La película narra la historia de unos refugiados afganos que trabajan ilegalmente en Irán contada a través de los ojos de un joven iraní, Lateef (Hosein Abedini). Lateef trabaja como chico de los recados en una obra de construcción, proporcionando comida y té a los trabajadores afganos que trabajan ilegalmente en unas pésimas condiciones laborales a cambio de un paupérrimo salario. 
Un día Lateef va a trabajar y ve que uno de los trabajadores afganos, Nayaf, ha sufrido un accidente y es llevado al hospital. Al día siguiente, Nayaf envía a su hijo, Rahmat, a trabajar en su lugar dado que él no puede ir porque tiene una pierna rota pero debe alimentar a varios hijos. Rahmat es una persona débil que no es capaz de hacer el duro trabajo que precisa la construcción así que encomiendan a Lateef la labor de ayudarle. Pero, lo que termina sucediendo es que Rahmat acaba haciendo el cómodo trabajo de Lateef, que a su vez acaba por realizar el duro trabajo originariamente encomendado a Rahmat. 
Resentido por la nueva situación, Lateef desea vengarse de Rahmat pero descubre que es una bella muchacha de la cual se enamorará.

## Premios
- 2001: Gran premio de las Américas y Premio Especial Ecuménico a la Mejor Película en el Festival Internacional de Cine de Montreal[2]
- 2001: Premio al Mejor Director y Premio al Mejor Guion en el Festival Internacional de Cine de Gijón
- 2001: Nominada como Mejor Película Extranjera en los Premios Satellite
- 2001: Premio al Mejor Director y Premio a la Mejor Película en el Festival Internacional de Cine de Fajr